# Sodražica község
Sodražica (szlovénül: Občina Sodražica) Szlovénia 212 alapfokú közigazgatási egységének, azaz községének egyike a Délkelet-Szlovénia statisztikai régióban. A község központja Sodražica város. A történelmi Alsó-Krajna régió része. Ribnica, Velike Lašče, Bloke és Loški Potok községekkel határos.
Sodražica az Osztrák-Magyar Monarchiában és a Jugoszláv Királyságban is önálló település volt, egészen a Jugoszláv Szocialista Szövetségi Köztársaság megalakulásáig. 1998-ban vált ismét önálló településsé, amikor kivált Ribnica községből.

## A község települései
A községhez Sodražica székhelyen kívül a következő települések tartoznak:
- Betonovo
- Brlog
- Globel
- Janeži
- Jelovec
- Kotel
- Kračali
- Kržeti
- Lipovšica
- Male Vinice
- Nova Štifta
- Novi Pot
- Petrinci
- Podklanec
- Preska
- Ravni Dol
- Sinovica
- Travna Gora
- Vinice
- Zamostec
- Zapotok
- Žimarice

## Népesség
| Lakosok száma | 2164 | 2166 | 2164 | 2193 | 2174 | 2181 | 2183 | 2173 | 2191 | 2215 |
|               | 2008 | 2009 | 2011 | 2012 | 2013 | 2015 | 2016 | 2017 | 2019 | 2020 |